# برت بریج
برت بریج (انگلیسی: Bert Burridge; ۱۱ مارس ۱۸۹۸ – ۲۲ دسامبر ۱۹۷۷) بازیکن فوتبال اهل بریتانیا بود.
از باشگاه‌هایی که در آن بازی کرده‌است می‌توان به باشگاه فوتبال شفیلد ونزدی، باشگاه فوتبال اولدهام اتلتیک، باشگاه فوتبال دارلینگتون، باشگاه فوتبال مکلسفیلد تاون، باشگاه فوتبال هاید، و باشگاه فوتبال اشتون یونایتد اشاره کرد.